# Виста Эрмоса
«Виста Эрмоса» — сальвадорский футбольный клуб из города Сан-Франциско Готера, в настоящий момент выступает в Премере Сальвадора, сильнейшем дивизионе Сальвадора. Клуб основан 17 апреля 1999 года, домашние матчи начиная с 2009 года проводит на арене «Коррекаминос», вмещающей 12 000 зрителей. В 2005 году «Виста Эрмоса» дебютировала в высшем дивизионе Сальвадора, и в первом же сезоне завоевала чемпионское звание. Принципиальным соперником клуба является команда «Фуэрте Сан-Франциско».

## Достижения
- Чемпионат Сальвадора по футболу: 
  - Чемпион (1): Ап. 2005.